# Marussia MR02
O MR02 foi o modelo de carro de corrida da equipe Marussia utilizado na temporada de 2013 de Fórmula 1.